# Women’s Premier Ice Hockey League 1993/94
Die Saison 1993/94 war die zwölfte Austragung der höchsten englischen Fraueneishockeyliga, die British Women's League. Die Ligadurchführung erfolgte durch die English Ice Hockey Association, den englischen Verband unter dem Dach des britischen Eishockeyverbandes Ice Hockey UK. Der Sieger erhielt den Chairman’s Cup.

## Modus
Die Oxford City Rockets, die in den letzten sieben Jahren sechs Mal den Titel gewannen – einmal holten sie „nur“ Silber – nahmen ab dieser Saison nicht mehr an der höchsten Fraueneishockeyliga teil. Es gab keinen Nachrücker, so dass diese Saison mit sieben Mannschaften gestartet wurde.
Nach einer Einfachrunde aller Mannschaften (mit Hin- und Rückspiel) erreichten die besten vier die Finalrunde.

## Hauptrunde
| Platz | Mannschaft           | Spiele | S | U | N  | Tore  | Punkte |
| ----- | -------------------- | ------ | - | - | -- | ----- | ------ |
| 1.    | Bracknell Queen Bees | 12     | 9 | 2 | 1  | 62:24 | 20     |
| 2.    | Slough Phantoms (N)  | 12     | 7 | 2 | 3  | 46:39 | 16     |
| 3.    | Swindon Top Cats     | 12     | 5 | 2 | 5  | 66:47 | 12     |
| 4.    | Durham Dynamites     | 12     | 5 | 2 | 5  | 40:40 | 12     |
| 5.    | Sunderland Scorpions | 12     | 3 | 5 | 4  | 26:29 | 11     |
| 6.    | Dundee Royals        | 12     | 4 | 1 | 7  | 26:62 | 9      |
| 7.    | Nottingham Vipers    | 12     | 2 | 0 | 10 | 37:62 | 4      |

### Beste Scorerinnen
| Spieler         | Mannschaft           | Spiele | Tore | Assists | Punkte | Straf- minuten |
| --------------- | -------------------- | ------ | ---- | ------- | ------ | -------------- |
| Sarah Burton    | Swindon Top Cats     | 11     | 27   | 15      | 42     | 4              |
| Julie Biles     | Slough Phantoms      | 11     | 19   | 7       | 26     | 28             |
| Lynsey Emmerson | Durham Dynamites     | 12     | 13   | 7       | 20     | 10             |
| Cathy Fry       | Swindon Top Cats     | 11     | 12   | 7       | 19     | 4              |
| Tracey Johnston | Nottingham Vipers    | 12     | 14   | 3       | 17     | 18             |
| Lisa Davis      | Bracknell Queen Bees | 10     | 13   | 4       | 17     | 6              |
| Debbie Palmer   | Swindon Top Cats     | 5      | 12   | 4       | 16     | 14             |
| Louise Wheeler  | Slough Phantoms      | 8      | 10   | 5       | 15     | 0              |
| Julia Land      | Nottingham Vipers    | 11     | 8    | 7       | 15     | 8              |
| Rachel Cotton   | Bracknell Queen Bees | 10     | 12   | 2       | 14     | 30             |

## Final Four

### Halbfinale
| 30. April 1994 | Slough Phantoms | 5:3 | Durham Dynamites | Kingston upon Hull |

| 30. April 1994 | Bracknell Queen Bees | 4:3 | Swindon Top Cats | Kingston upon Hull |

### Spiel um Platz 3
| 1. Mai 1994 | Swindon Top Cats | 5:1 | Durham Dynamites | Kingston upon Hull |

### Finale
| 1. Mai 1994 | Bracknell Queen Bees | 7:2 | Slough Phantoms | Kingston upon Hull |